# Сазонов, Афанасий Илларионович
Афана́сий Илларио́нович Сазо́нов (18 июля 1915 года, д. Большой Юг, Пермская губерния — 28 января 1987 года, Новокузнецк) — участник Великой Отечественной войны, наводчик противотанкового ружья 7-го гвардейского истребительно-противотанкового дивизиона (7-й гвардейский кавалерийский корпус Белорусский фронт), гвардии старшина, Герой Советского Союза.

## Биография
Родился в крестьянской семье в деревне Большой (Нижний) Юг Осинского уезда Пермской губернии.
Работал в колхозе сначала колхозником, потом бригадиром.
В Красной Армии с 1941 года, с января 1942 года участник Великой Отечественной войны.
Старшина Сазонов А. И. отличился в ночь на 27 сентября 1943 года в боях при форсировании Днепра.
7-й гвардейский кавалерийский корпус генерала М. П. Константинова расположился в километре от Днепра. По приказу командира дивизиона капитана А. И. Фендрикова старшина Сазонов должен был одним из первых с тремя расчётами противотанковых ружей переправиться на связанном плоту через Днепр и завязать бой, тем самым дать возможность переправиться остальным подразделениям полка.
С наступлением темноты семь тяжеловооружённых гвардейцев первыми отчалили от берега. Как бойцы ни старались, доплыть незамеченными не удалось. В ходе обстрела от волны и качки плот стал распадаться на брёвна. Сазонов в полном боевом снаряжении бросился в воду, ухватился за бревно и стал спасать противотанковое ружьё. Остальные бойцы последовали примеру старшины. Удерживая на себе тяжёлый груз, люди медленно доплыли до берега.
Немного передохнув, Сазонов принял решение атаковать позиции немцев. Приблизившись к траншеям неприятеля, бойцы забросали их гранатами и врываясь в окопы, стали уничтожать огневые точки фашистов. Закрепившись, более 2 часов вели бой, отразив несколько контратак противника, до прихода основных сил.
Указом Президиума Верховного Совета СССР «О присвоении звания Героя Советского Союза генералам, офицерскому, сержантскому и рядовому составу Красной Армии» от 15 января 1944 года за «образцовое выполнение боевых заданий командования на фронте борьбы с немецкими захватчиками и проявленными при этом отвагу и геройство» гвардии старшине Сазонову Афанасию Илларионовичу присвоено звание Героя Советского Союза с вручением ордена Ленина и медали «Золотая Звезда».
В 1945 году гвардии старшина Сазонов А. И. демобилизован из рядов РККА. До 1949 года жил и работал путепроходчиком в Чернушинском районе Пермской области.
В 1949 году переехал в Кузбасс. Работал в совхозе «Безруковский» Новокузнецкого района Кемеровской области, затем в Новокузнецке в управлении водопроводно-канализационного хозяйства и жилищного хозяйства горисполкома. Скончался 28 января 1987 года.

## Награды

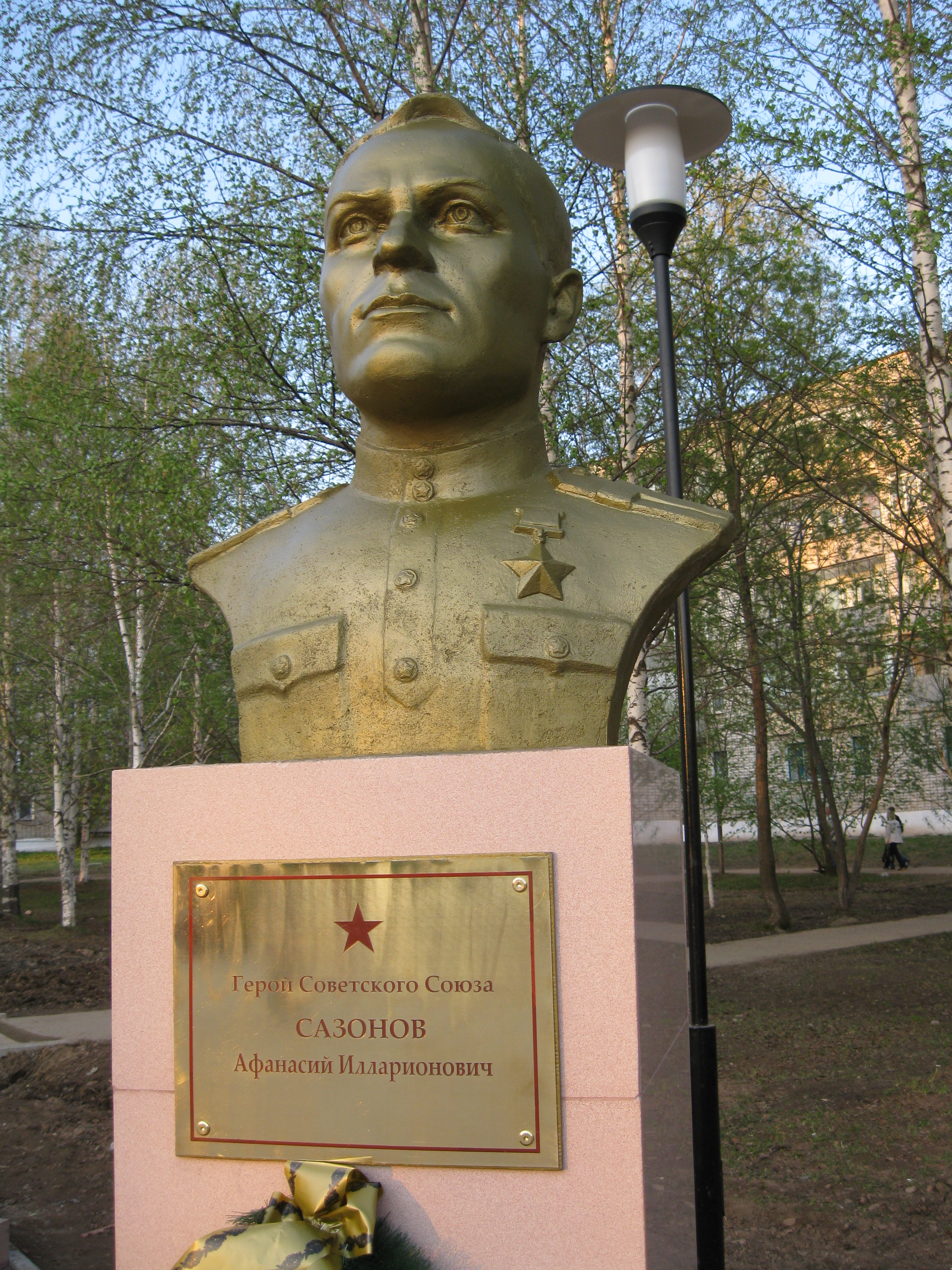
Бюст Афанасия Илларионовича Сазонова на Аллее Славы в городе Чернушка

- Медаль «Золотая Звезда» Героя Советского Союза;
- орден Ленина;
- орден отечественной войны 1 степени;
- медали, в том числе:
  - медаль «За победу над Германией в Великой Отечественной войне 1941—1945 гг.»;
  - юбилейная медаль «Двадцать лет Победы в Великой Отечественной войне 1941—1945 гг.»;
  - юбилейная медаль «Тридцать лет Победы в Великой Отечественной войне 1941—1945 гг.»;
  - юбилейная медаль «Сорок лет Победы в Великой Отечественной войне 1941—1945 гг.».

## Память
- Бюст А. И. Сазонова в числе двенадцати Героев Советского Союза и двух полных кавалеров ордена Славы, жителей Чернушинского района, установлен на Аллее Славы, открытой 9 мая 2010 года в городе Чернушка.
- Имя увековечено на мемориальной доске Дома офицеров в Перми.